# История германских племён
С началом Великого переселения народов в конце IV века германские племена расселились по всей Европе, смешиваясь с более многочисленным и часто более цивилизованным местным населением. На первых порах германцы сохраняли свой язык и этническую идентичность, но затем отдельные племена развивались независимо друг от друга и с V века создавали свою собственную историю, связанную не столько с германскими народами, сколько с историей завоёванных территорий и формированием на их базе новых этносов и государств.

## Первые свидетельства о германцах
Цивилизованный мир долгое время ничего не знал о германцах, отделённый от них кельтскими и скифо-сарматскими племенами.

### Пифей из Массалии.IV век до н. э.
Самые первые сведения о германских племенах появились в сочинении греческого мореплавателя Пифея из Массалии (совр. Марселя), жившего во времена Александра Македонского (2-я пол. IV в. до н. э.). Пифей совершил дальнее путешествие к берегам Северного, или, предположительно, даже Балтийского моря. В пересказе Пифея Плинием где-то там обитало племя guionibus, которые продавали янтарь расположенным недалеко от них тевтонам:

«Пифей говорит, что гутоны [guionibus], народ Германии, населяет побережье океана при заливе [aestuarium, также устье реки], называемом Метуонидис [Metuonidis], на протяжении 6 тыс. стадий. Отсюда в дне плавания отстоит остров Абал [Abalum], на берега которого по весне морские волны выбрасывают янтарь, который представляет собой продукт сгустившегося моря. Жители употребляют его вместо топлива и продают ближайшим тевтонам [teutonis].»

Географические названия, используемые Пифеем, точно не локализованы. Племя guionibus часто принимается за гутонов (готов) или переводится как inguiones, то есть племенное объединение ингевонов. Тевтоны могут быть как этнонимом германского племени, так и иметь более широкое значение «люди».
После Пифея в течение более чем 2 веков сведения о германцах отсутствуют, если не считать сообщения источников о бастарнах, которых Плиний посчитал германским племенем, но с чем не соглашались другие античные авторы.

### Нашествие кимвров и тевтонов.II век до н. э.
Римский мир столкнулся с германцами впервые в ходе нашествия кимвров и тевтонов (113—101 гг. до н. э.). Это был не военный набег за добычей, но переселение целого народа из Ютландии. В 113 году до н. э. кимвры разбили в придунайской альпийской провинции Норик возле Нореи (совр. Австрия) римское войско консула Папирия Карбона и двинулись в Галлию, где позже к ним присоединились тевтоны. В 105 году до н. э. в битве при Араузионе варвары нанесли крупнейшее поражение легионам Рима, истребив от 70 до 120 тыс. римских солдат, после чего вошли в Испанию, откуда были отброшены местными племенами.
Только в 102 и 101 гг. до н. э. в 2 сражениях консул Гай Марий наголову разбил пришельцев, практически полностью уничтожив германские племена, от которых после этого в истории остались только названия. Плутарх оставил описание кимвров, которое хотя и не является свидетельством очевидца и содержит противоречия с более достоверными сведениями о германцах, представляет интерес как литературное свидетельство о самых ранних германцах:

«Конница [кимвров] выехала во всем своем блеске, с шлемами в виде страшных, чудовищных звериных морд с разинутой пастью, над которыми поднимались султаны из перьев, отчего ещё выше казались всадники, одетые в железные панцири и державшие сверкающие белые щиты. У каждого был дротик с двумя наконечниками, а врукопашную кимвры сражались большими и тяжёлыми мечами… сражавшиеся в первых рядах, чтобы не разрывать строя, были связаны друг с другом длинными цепями, прикрепленными к нижней части панциря… Римляне, которые, преследуя варваров, достигали вражеского лагеря, видели там страшное зрелище: женщины в черных одеждах стояли на повозках и убивали беглецов — кто мужа, кто брата, кто отца, потом собственными руками душили маленьких детей, бросали их под колеса или под копыта лошадей и закалывались сами.»

## Второе столкновение с Римом.I век до н. э.
Гай Юлий Цезарь, аннексировавший Галлию в 1-й половине I в. до н. э., вышел с римскими легионами к Рейну и вскоре столкнулся в сражениях с германцами. Его «Записки о Галльской войне» содержат первые этнографические сведения о германских племенах, общественном устройстве и нравах германцев.
В 72 году до н. э. германское племя свевов под предводительством Ариовиста перешло в Галлию, чтобы помочь кельтским племенам арвернов и секванов в их войне против эдуев, бывших в союзе с Римом. Разбив эдуев в 61 году до н. э., Ариовист пожелал остаться и захватил часть земель своих бывших союзников секванов. Из-за Рейна в Галлию стали переселяться другие германские племена (гаруды, маркоманы, трибоки, вангионы, неметы, седузии), что вызвало обеспокоенность Рима за свои северо-западные владения. В 58 году до н. э. Юлий Цезарь разгромил Ариовиста, вытеснив германцев обратно за Рейн.
Победа римлян не остановила экспансию германских племён, и в 55 году до н. э. Цезарь истребляет германские племена узипетов и тенктеров, которые вторглись в Галлию через Нижний Рейн. Римские легионы в эти годы впервые пересекают Рейн, а сама река на 400 лет становится северо-западной границей Римской республики. Северной и северо-восточной границей (уже) Римской империи к началу н. э. стал Дунай, куда вышли римляне, покорив придунайских кельтов.
В 9 году до н. э. римский полководец Друз Старший, последовательно разорив земли хаттов и свевов, оттеснил херусков за Эльбу.
Эльба стала самым восточным рубежом в Германии, которого достигли войска теперь уже Римской империи.
Брат Друза и преемник на посту командующего римской армией в Германии, будущий император Тиберий, закрепил достигнутое на завоёванных территориях между Рейном и Эльбой. Как пишет современник событий Гай Веллей Патеркул о Тиберии: «Он окончательно усмирил Германию, почти доведя её до состояния провинции, обложенной податью.»
Однако закрепиться за Рейном римляне не смогли.

## Войны в Германии.I век
В I веке германцы стали главным противником Рима на западе. Несмотря на победы римлян над отдельными племенами, Германия в целом оставалась неподвластной Риму. Как заметил Публий Корнелий Тацит: «мы не столько их победили, сколько справили над ними триумф».
В 5 году между Рейном и Эльбой была образована римская провинция Германия (Germania Magna), но просуществовала она считанные годы только до восстания Арминия. Под римским влиянием остались провинции Верхняя и Нижняя Германии, образованные вероятно в конце I в. до н. э. Располагались они на левом берегу (Верхняя Германия — также на правом берегу) Рейна и населялись как кельтскими, так и германскими племенами, выдавленными на запад за Рейн в Галлию более сильными соседями.

### Восстания Арминия и Цивилиса

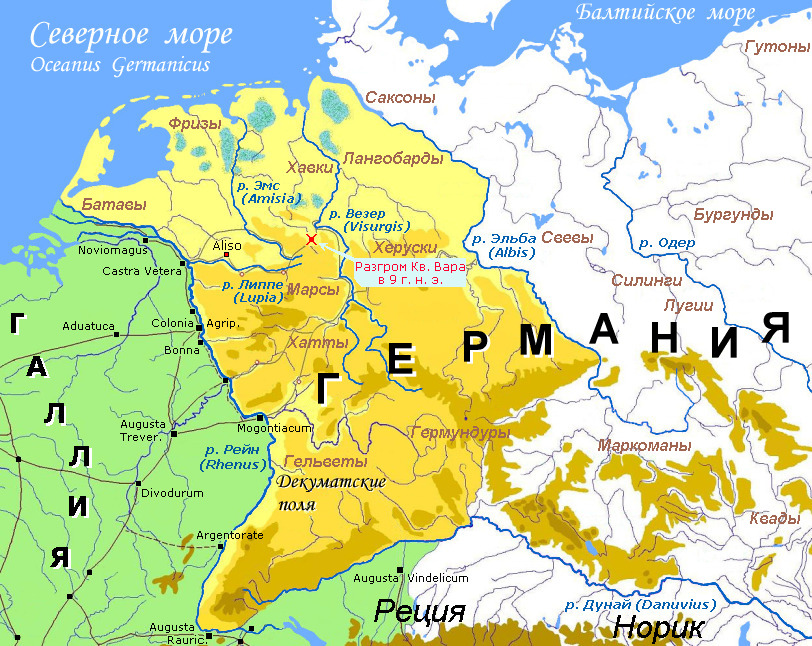
Карта Германии в начале н. э. После восстания Арминия и разгрома легионов Кв. Вара в 9 году вся территория Германии между Рейном и Эльбой перестала контролироваться римской администрацией.

Единственным независимым объединением германцев на границах империи оставались владения Маробода на землях современной Чехии. Вождь маркоманов Маробод в последние годы до н. э. завоевал земли кельтского народа бойев, эта область позже получила название Богемия. Маробод поддерживал мир с римлянами, однако его сила и близкое соседство с Италией вызывали опасения в Риме. Когда Тиберий в 6 году организовал с Дуная поход против Маробода, разразилось масштабное восстание в римских провинциях Паннония и Далмация, то есть в тылу римских войск. На его подавление император Август направил 15 легионов, более половины всех войск Рима, но все равно потребовалось 3 года тяжёлой войны для восстановления спокойствия в названных провинциях.
Сразу же после окончания Паннонской и Далматской войн разгорелось восстание в провинции Германия, где место Тиберия занял Публий Квинтилий Вар, старавшийся приучить германцев к римским законам. В сентябре 9 года восставшие херуски под началом военного вождя Арминия разорвали союз с Римом и из засады атаковали в Тевтобургском Лесу легионы Вара, посланные на усмирение волнений одного из племён. Германцы полностью уничтожили 3 римских легиона, принесли пленников в жертву своим богам и отправили голову Квинтилия Вара Марободу, чтобы побудить его к совместным действиям против Рима. Маробод предпочёл сохранить мир с империей, за что Арминий как глава союза северо-западных германских племён изгнал его за римскую границу. Как заметил древнеримский историк Луций Анней Флор, в результате поражения в Тевтобургском Лесу «империя, которая не остановилась даже на берегу океана, принуждена была остановиться на берегах реки Рейна».
Римский полководец Германик в 16 году разбил войско Арминия, захватил его беременную жену, однако это не привело к миру. Арминий, укрывшийся в непроходимых лесах и болотах Германии, был убит соплеменниками только в 21 году.
В 69 году восстали батавы под началом Юлия Цивилиса, которому удалось привлечь к совместной борьбе против Рима галльских вождей и ряд германских племён (см. Батавское восстание). Вначале Цивилис выступал под лозунгом поддержки римского полководца Веспасиана против действующего императора Вителлия, однако затем поставил целью, по крайней мере декларативно, обретение независимости Галлией. Восставшие захватили крупный пограничный город Колония Агриппина (современный Кёльн) и другие крепости по Рейну. Армия Веспасиана под командованием Петиллия Цериала провела ряд удачных для римлян сражений против галлов и германцев в 70 году, но столкнулась с трудностями в землях батавов в устье Рейна (на территории совр. Голландии). В результате римлянам осенью того же года удалось принудить батавов к миру, хотя судьба самого Цивилиса осталась неизвестной.

### Создание лимеса

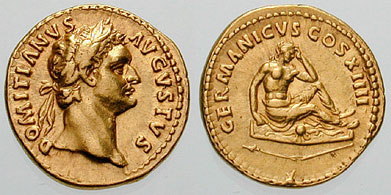
Золотой ауреус императора Домициана. Пленный германец (вероятно хатт) с длинными волосами и без бороды сидит на щите характерной формы, рядом — переломленное копье-фрамея — основное оружие германцев в I веке (согласно Тациту).

В правление императора Домициана (81—96 гг.) римляне окончательно отказались от мысли завоевать труднодоступные из-за климатических (холодные зимы) и ландшафтных (обширные леса и непроходимые болота) условий земли германцев. Чтобы оградить империю от набегов германцев, римляне приступили к организации линии обороны по Рейну—Дунаю. Примерно от середины правого берега Рейна до верхнего Дуная протянулась на более чем 550 км укреплённая полоса с опорными пунктами и воинскими гарнизонами — так называемый лимес (Limes Germanicus, Верхнегерманско-ретийский лимес). Из лагерей римских легионов вдоль этой границы позже развились города: Вена, Бонн, Кёльн, Аугсбург, Майнц и другие.
Германские племена оказались замкнутыми в определённых границах почти на два века, что снизило миграционную активность и создало условия для создания крупных племенных объединений. В пограничной полосе мир сохранялся около 80 лет. В результате меновой торговли товары римского производства стали проникать вглубь варварских земель, однако в целом римская цивилизация оказала ограниченное влияние на Германию.

### Письменные источники по древним германцам
В начале I века появился фундаментальный географический труд Страбона, где в кн. 7 он передаёт сведения о расселении германских племён, известных прежде всего по войнам с римлянами.
В середине I века Плиний Старший попытался классифицировать германские племена, разделив их на 5 групп.
В конце I века Корнелий Тацит написал сочинение «О происхождении германцев и местоположении Германии», ставшее основным письменным источником этнографических сведений о древних германцах. Тацит чётко обозначил границы проживания германских племён к востоку от Рейна, к северу от верхнего и среднего Дуная и Карпат до побережья Северного и Балтийского морей. Восточной границы Тацит не обозначил, указав лишь, что германцев отделяет от сарматов зона «обоюдной боязни».
Александрийский географ Клавдий Птолемей в середине II века обозначил реку Вислу как восточную границу ареала германских племён.

## Маркоманская война.II век
Во II веке Римская империя достигла наивысшего могущества, расширение её территории путём завоевания кельтских и дако-фракийских народов привело к соприкосновению с новыми германскими племенами на севере. Если раньше боевые действия возникали в Галлии и за Рейном, теперь границы Римской империи подвергались атакам со стороны Дуная. По названию одного из этих племён войны на Дунае 166—180 гг. при императоре Марке Аврелии получили название Маркоманских.
Маркоманы и квады, осевшие в землях современных Чехии и Словакии, вторглись в северную Италию. Убии и лангобарды проникли в римскую провинцию Нижняя Паннония (совр. Венгрия). Баталии шли с переменным успехом. По словам Диона Кассия «среди трупов варваров находили женские тела в доспехах».
Одновременно с германцами к востоку от них империю атаковали кочевые племена костобоков, языгов, аланов, роксоланов. Некоторые германские племена действовали как союзники Рима, помогая оборонять дунайские границы империи. Так вандальское племя асдингов поселилось в провинции Дакия (совр. Румыния) и воевало против врагов Рима. Хотя имя вандалов было известно и раньше, в Маркоманских войнах они впервые вышли как участники событий на историческую арену (по-настоящему вандалы прославятся только в V веке).
Натиск германских племён на придунайские владения Рима был отбит к 172 году, дальше война продолжалась в основном с сарматскими племенами. По условиям мирных договоров «варварским племенам» было запрещено селиться вдоль левого берега Дуная в полосе шириной около 10 км, пасти там скот и обрабатывать землю. Им также было отказано в торговле. Подчинённые квады поставили 13 тыс. воинов для службы в римской армии.
В конце II века племена готов двинулись с побережья Балтики из областей нижней Вислы на юг. Достигнув Причерноморья, они постепенно расширяли свои владения в войнах с местными племенами. Этот период истории готов историки реконструируют в основном по данным археологии, изучающей ареал и этапы Черняховской археологической культуры. Часть их осела во Фракии (совр. Болгария). Именно из их среды, по словам Иордана, вышел солдатский император Максимин Фракиец (235—238 гг.), по иронии судьбы получивший титул Германик за победы над алеманнами на Рейне.
Разгром маркоманов и подчинение квадов на время ослабили давление германцев, но в следующем веке они снова усилили натиск на северные границы Римской империи.

## Набеги германцев.III век

### Скифские или Готские войны. 240—260-е годы.

Битва римлян с германцами ок. 252 года. Сцена на мраморном саркофаге изображает вероятно сражение римских войск с готами.

Готы, продвинувшиеся восточнее остальных германцев, вступили в столкновения с Римской империей на нижнем Дунае при императоре Каракалле в 210-е годы. Римляне превратили их в федератов-союзников, выплачивая им ежегодные субсидии. Когда субсидии прекратились, готы в союзе с другими племенами разорили провинции Фракию и Нижнюю Мезию (современная Болгария), а в 251 году разгромили римскую армию, убив при этом императора Деция.
В 250—260-е годы готы совершают морские набеги на причерноморские города Малой Азии, через Босфор совершают сухопутные походы вглубь Малой Азии, разграбили прибрежные греческие города, острова Эгейского моря вплоть до Кипра. Готы или герулы захватили даже Афины. Участник войны с готами и герулами афинский историк Дексипп описал эти события в сочинении «О скифской войне», дошедшем лишь в виде фрагментов. По свидетельству Дексиппа германцы уже начали применять сложную осадную технику, тараны и башни, но делали это так неумело, что жителям осаждённых городов с крепостной стеной удавалось отбиться от готов, если только город не был захвачен внезапным штурмом.
О масштабах одной из морских экспедиций готов при императоре Клавдии II (268—270 гг.) рассказал Зосима. Готы, герулы и певкины посадили 320-тыс. войско на 6 тысяч судов и отправились из устья Днестра к болгарскому побережью Чёрного моря. После неудачных осад городов в Мезии они отплыли к Кизику на малоазийском побережье Мраморного моря, где также потерпели неудачу. Тогда варвары прошли через пролив Геллеспонт в Эгейское море, где осадили греческие города Фессалоники и Кассандрию. Города спасла подошедшая имперская армия, которая разгромила готов. Часть варваров двинулась в сторону Македонии, успешно отбиваясь от преследующих римлян, хотя сильно страдая от голода. Другая часть уцелевших варваров отплыла на юг и опустошила Грецию и Фессалию, уведя с собой всех людей, не успевших укрыться в укреплённых городах. Они достигли островов Крита и Родоса, после чего хотели вернуться домой через Македонию и Фракию, но были застигнуты чумой. Всех выживших зачислили в римские легионы или наделили землей, после чего последние по словам Зосимы превратились в мирных крестьян.
Окончательное поражение готам в их землях нанёс император Аврелиан, после чего они совершали лишь эпизодические набеги вплоть до начала Великого переселения народов в 370-х годах.

### Войны императоров Галлиена и Аврелиана. 250—270-е годы.

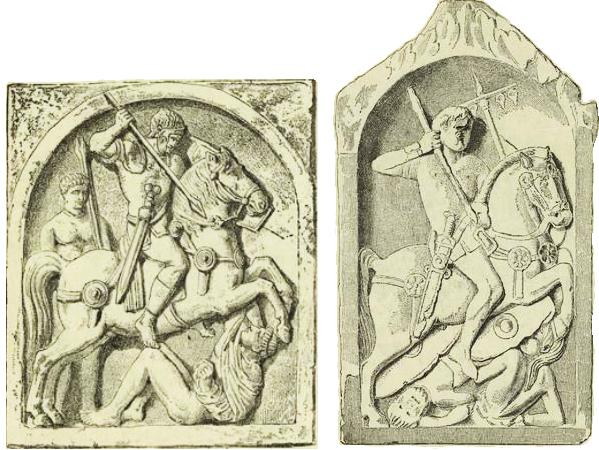
Надгробные памятники римских всадников из Германии, датируемые примерно III веком. Левый из Майнца, правый из Вормса.

На западе империи также было неспокойно. Новое племенное объединение германцев — алеманны, — прорвав лимес, захватили в 230-е годы так называемые Декуматские поля, область между верховьями Рейна и Дуная. Оттуда они в союзе с другими германцами атаковали римские владения, разорили Галлию и проникли в Испанию, захватив там город Тарракону. Император Галлиен в 250-е годы с трудом сдержал их на Рейне лишь с помощью маркоманов, с которыми установил союзнические отношения. Но алеманны около 260 года вторглись в Италию через Иллирию и подошли близко к Риму. Рим удалось отстоять, уничтожив пришельцев, но многие города Италии и Иллирии обезлюдели в результате разорения алеманами и сопутствующей эпидемии чумы.
Сдержать натиск германцев и спасти империю от развала удалось императору Аврелиану (270—275 гг.), который последовательно в течение 270 года отразил набеги ютунгов на север Италии и провинцию Рецию, вандалов на Паннонию и Иллирию, алеманнов и маркоманов на центральную Италию. В следующем году Аврелиан перешёл за нижний Дунай и нанёс такой удар по готам вождя Каннабавда, что на 50 лет прекратил их набеги на империю.
Однако Аврелиан принял решение уступить Дакию (единственная римская провинция на левом берегу Дуная) германцам, чтобы сконцентрировать силы для обороны по Дунаю. По имени поселившихся там в III веке готов бывшую Дакию в 330-е годы называли Готией, хотя заселили её разные племена. Аврелиан перенёс название Дакия на новую провинцию на правом берегу Дуная, но это название продержалось недолго.

### Войны императора Проба. 270-е годы.
После убийства Аврелиана большую часть Галлии захватили зарейнские племена франков, алеманнов и лонгионов. Император Проб (276—282 гг.) в 277 году очистил от них эту римскую провинцию. В донесении сенату он заявил, что перебил 400 тыс. германцев. После победы 16 тысяч германцев, разделённых на мелкие отряды, были посланы на службу в римские войска, в том числе в Британию. В Реции на верхнем Дунае Проб нанёс поражение вандалам и бургундам.
Зосима сообщил историю с франками, поселёнными Пробом где-то на восточных землях империи видимо для обороны границ. Франки восстали, захватив большое количество кораблей, и напали на Грецию. Затем они атаковали Сиракузы на Сицилии, оттуда пристали к африканскому берегу в районе Карфагена. По словам Зосимы франкам удалось вернуться на родину без больших потерь.
Победы Проба и усиление Римской империи, произошедшие уже после потери Декуматских полей и Дакии, на время оградили её от разрушительных набегов германцев. Германские племена воюют друг с другом и с другими племенами за обладание лучшими землями, но об этом этапе их истории сохранилось немного сведений.

## Великое переселение народов.IV век
На протяжении IV века набеги германцев на римские провинции продолжались, но границы империи и области расселения германских племён менялись мало. Положение изменилось с приходом в 370-е годы в степи северного Причерноморья гуннов. Нашествие гуннов дало толчок Великому переселению народов, в ходе которого Западная Римская империя пала, а германские племена расселились по её территории и стали создавать собственные государства, положивших начало многим государствам современной Европы.

### Войны с алеманнами и франками на Рейне.
Сын Константина Великого император Констанций II оказался втянут в борьбу с узурпатором имперской власти из Галлии Магненцием. В ходе этой борьбы он поощрял германцев за Рейном к вторжению в Галлию с целью ослабления Магненция. По словам Либания, Констанций II «письмами открыл варварам путь в римские пределы, заявив им о своем дозволении приобретать земли, столько, сколько они смогут».. К 355 году франки, алеманны и саксы разорили до 48 городов в Галлии, плотно заселившись вдоль всего левого берега Рейна. По словам Юлиана в Галлии сложилась такая обстановка:

«Множество германцев совершенно спокойно расположилось на житье вокруг кельтских городов, ими же опустошенных. Число городов, стены которых были снесены, доходило до сорока пяти… Наиболее близко расположенные к нам поселения германцев отстояли от берега Рейна на тридцать стадиев [примерно 5 км], а между нами и ними лежала полоса, ещё втрое шире, обращенная в пустыню и настолько разоренная, что кельты там даже скота не могли пасти. Даже некоторые города, в окрестностях которых варвары ещё не расселились, были, однако, уже покинуты жителями.»

Констанций II направил своего родственника Юлиана в Галлию, где тот к 360 году не только очистил от варваров Галлию, но и перенёс войну за Рейн в германские земли.
После ухода Юлиана из Галлии набеги германцев из-за Рейна возобновились, — прежде всего алеманнов. Римляне подкупили одного из варваров, чтобы убить наиболее досаждавшего им вождя алеманнов Витикабия. В 368 году император Валентиниан совершил глубокий рейд за Рейн и разбил алеманнов, но это привело лишь к короткому перемирию. Тогда римляне в 370 побудили бургундов к нападению на алеманнов, а когда последние, спасаясь от опасности, рассеялись, то римляне атаковали их со стороны Реции (верхнего Дуная), частью перебив, частью поселив захваченных германцев как крестьян на реке По.
Восстание квадов, спровоцированное коварным убийством римлянами их короля Ганнобия, и их набеги на провинцию Паннония вынудили Валентиниана в 374 году к миру с королём алеманнов Макрианом, после чего тот воевал уже против франков, обитавшими ниже по Рейну. Когда алеманны-лентиензы короля Приария в 378 году, узнав об уходе римских войск на восток для войны с готами, совершили набег в верховьях Рейна, то против них в битве при Аргентарии сражался в составе римской армии франкский вождь Маллобавд. Лентиензы были разбиты императором Грацианом и выдали всю свою молодежь для зачисления в римскую армию.
Григорий Турский подробно рассказал о набеге франков, произошедшем в 388 году. Три франкских герцога в нарушении мира перешли Рейн в районе совр. Кёльна и с добычей и частью войска вернулись обратно. Оставшихся франков перебили римские военачальники. Один из них, Квинтин, решился преследовать франков за Рейн, но, удалившись от реки на два дня пути, попал в засаду. Франки загнали римлян в болото и полностью разгромили отряд. Григорий Турский перечислил часть франкских племён: бруктеры, хамавы, ампсиварии, хатты. Известны также франкские племена салиев и батавов.
Около 390 года римский военачальник Арбогаст, сам родом франк, совершил зимний поход в земли франков, однако те смогли скрыться. В 393 году ставленник Арбогаста император Евгений возобновил мир с франками и алеманнами.
Римской империи удалось в течение IV века сдержать германцев на Рейне, пока угроза от готов с востока в начале V века не заставила Рим вывести легионы из Галлии, оставив её беззащитной перед новой мощной волной миграции германских племён.

### Войны с готами на нижнем Дунае
Император Константин Великий с 315 года воевал на Дунае с готами. Используя в качестве союзников сарматов, он около 332 года согнал готов с их мест проживания, в результате чего почти 100 тысяч их погибли от голода и холодов. Готы запросили мира, отдав сына готского вождя Ариариха в заложники. Император Константин принял их в число союзников-федератов. Готы поставили в римские войска 40 тыс. человек и обязались не пропускать к дунайской границе другие племена, за что римляне выплачивали им ежегодную денежную субсидию.
В 340-е годы среди готов стало распространяться арианская версия христианства благодаря первому епископу готов Ульфиле, который также создал готскую письменность. Перевод священных книг на готский язык позволил зафиксировать его и сохранить до нашего времени звучание одного из диалектов древнегерманской речи.
С 367 года император восточной части Римской империи Валент II совершает походы за Дунай с целью наказать готов за поддержку узурпатора Прокопия, который захватил власть в Константинополе. После 3 лет походов Валент II по просьбе готов даровал им мир, заключённый с вождём одного из племён Атанарихом на лодках посередине Дуная.

### Вторжение готов в376 году
В 370-е годы в Европе началась мощная волна миграций народов, начало которой положило вторжение гуннов в Северное Причерноморье. Подчинив аланов, гунны напали на владения готов-гревтунгов, вынудив тех после ряда сражений отступить к Днестру. В ходе этих событий погиб прославленный в германском эпосе король Германарих.На западный берег Днестра подошли силы готов-тервингов, чтобы остановить на реке продвижение гуннов и присоединившихся к ним племён. Однако гунны атаковали и отбросили их в горы. Готские племена в 376 году приняли решение спасаться от сильного врага в римской провинции Фракия, потому что там были хорошие пастбища, но прежде всего она была отделена Дунаем от степей, по которым наступала орда гуннов.
С разрешения императора Валента II готским племенам (тервингам) вождей Алавива и Фритигерна отвели землю во Фракии и обещали провиант. Племя вождя Атанариха двинулось вверх по левому берегу Дуная, вытесняя оттуда сарматов. Племени готов-гревтунгов под началом Алафея и Сафрака римляне не разрешили переправу через Дунай в пределы империи, но они все равно переправились рядом с Фритигерном.
Римские начальники на местах оказались не в состоянии мирно принять большое количество воинственных готов. После ряда злоупотреблений со стороны римлян и мелких стычек с местным населением доведённые голодом до отчаяния готы под руководством Фритигерна восстали в 377 году, грабя и предавая огню всю Фракию. Немедленно к ним присоединились их соплеменники, ранее оказавшиеся в рабстве в тех местах. Римские войска после генерального сражения с ничейным исходом в Добрудже перешли к новой тактике, блокируя большие массы готов на ограниченной территории, где все запасы провизии были под защитой за городскими стенами.
Император западной части Римской империи Грациан выступил на помощь своему дяде, императору восточной части империи Валенту II, однако тот поспешил вступить в сражение с объединённым войском гревтунгов и тервингов. Решающая битва состоялась 9 августа 378 года под Адрианополем во Фракии. Римская армия потерпела сокрушительный разгром, погиб сам император Валент II и две трети его войск.
Готы и присоединившиеся к ним отряды гуннов и аланов без помех опустошили придунайские римские провинции, неудачно пытались штурмовать Константинополь, дошли к Альпам до границ Италии. Грациан вручил империю погибшего Валента в руки полководца Феодосия, который сумел восстановить империю. Готы завоевали право поселиться на землях восточной империи, их вожди стали военачальниками у Феодосия, а отряды готов — основой его армии.
Готы Алафея и Сафрака поселились в 380 на правах федератов в Паннонии, готы Фритигерна осели во Фракии. Эти племена вероятно объединились во время восстания готов в 395 под предводительством Алариха и стали называться везеготами. Остготами историк Иордан назвал те готские племена, которые остались в Причерноморье и подчинились гуннам. Остготы стали самостоятельной силой после того как военная кампания Аттилы (около 454 года) потерпела крах в результате организованного тогда восточными римлянами убийства Аттилы. Готы Атанариха скоро изгнали своего вождя, а само племя, осевшее на левом берегу Дуная, видимо участвовало в неудачном походе Радагайса в Италию в 406.

## Великое переселение народов.V век

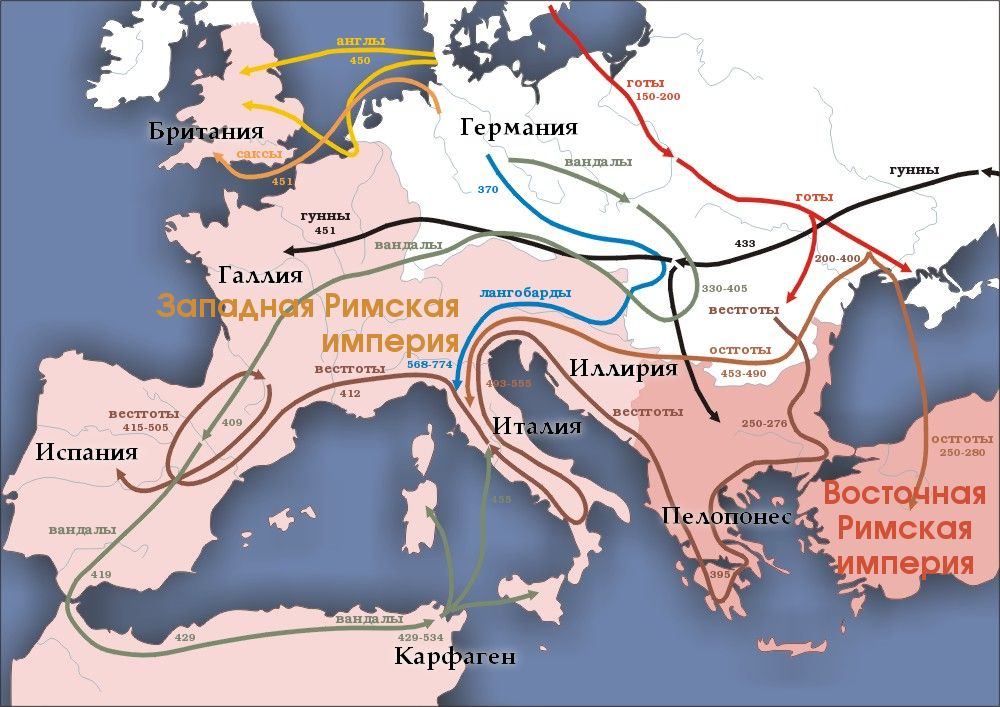
Направления вторжений германских племён на территорию Римской империи.

Нашествие гуннов привело в движение в 370-е годы сначала готов, а затем и другие придунайские германские племена, которые устремились в пределы Римской империи. Ослаблением империи также воспользовались германцы за Рейном (франки, бургунды, свевы). В течение V века вторжения прежде всего германских племён разрушили Западную Римскую империю, хотя основной причиной падения явились не столько внешние факторы, сколько её внутренняя слабость.

### Формирование первых германских государств
В 395 году после смерти императора Феодосия объединённая Римская империя была разделена между его сыновьями на Западную и Восточную (Византию), правители которых использовали варваров-германцев для решения своих конфликтов. В 401 году везеготы под началом Алариха ушли из Восточной империи в Западную, где после ряда неудачных сражений в Италии были вынуждены заключить мирный договор с римлянами и осесть в Иллирике.
В 405 году в Италию вторглись варварские орды Радагайса, состоявшие по словам источников из готов. Современные историки предполагают, что в состав орд входили также племена вандалов и свевов. В 406 году Радагайс капитулировал под Флоренцией, но воспользовавшись тем, что римские легионы были уведены из Галлии на защиту Италии, в Галлию, перейдя Рейн, ворвались вандалы, свевы, аланы, позже бургунды и франки.
В 408 году Аларих в 1-й раз осадил Рим, а в 410 захватил и разграбил столицу империи, что потрясло весь христианский мир (см. Захват Рима готами (410 год)). Затем везеготы под началом нового вождя Атаульфа в 412 из Италии двинулись в Галлию, где в 418 году основали королевство в Аквитании с центром в Тулузе, через 40 лет расширившееся за счёт областей Испании. Ещё раньше в Галлии на среднем Рейне бургунды основали своё первое королевство, разгромленное гуннами в 437, но позже возрождённое на новых землях в Галлии.
В 409 году вандалы, свевы, аланы прорвались из Галлии в Испанию, захватив большую её часть. В 411 они распределили между собой страну, переходя к оседлому образу жизни. Видимо к этому времени относится формирование первых германских государств. Королевство свевов в лучшие времена занимало большую часть Испании и просуществовало до 585, когда оно пало под ударами готов. Вандалы в 429 году переселились в Северную Африку, где на захваченных у Западной Римской империи землях основали королевство вандалов и аланов. Вандальское королевство прославилось захватом Рима в 455 году и грабительскими морскими набегами по всему Средиземноморью, однако было разгромлено византийской армией в 534 году (см. Вандальская война).

### Падение Западной Римской империи
В 430—440-е годы союз варварских племён под предводительством гуннов и их вождя Аттилы представлял самую серьёзную угрозу существованию Римской империи. Если императору Восточной империи (Византии) Феодосию II удалось откупиться от Аттилы большой данью, то Западная Римская империя вступила с ним в сражение. В 451 году произошла грандиозная битва на Каталаунских полях (провинция Шампань во Франции), в которой римляне сражались вместе с везеготами из Галлии, франками, бургундами, аланами против гуннов и подчинённых им остготов, гепидов и других племён. Аттила потерпел поражение, и гуннская варварская империя через несколько лет распалась. Получившие независимость остготы, осев сначала в Паннонии, а потом во Фракии и на нижнем Дунае, значительно усилились после побед над соседними племенами.
В 476 году германские наёмники, составлявшие войско Западной империи, во главе с Одоакром низложили последнего римского императора Ромула Августа. Императоров в Риме в 460—470 гг. назначали военачальники из германцев, сначала свев Рицимер, потом бургунд Гундобад. Фактически они правили от имени своих ставленников, свергая тех, если императоры пытались действовать независимо. Одоакр решил стать главой государства, для чего ему пришлось пожертвовать титулом императора, чтобы сохранить мир с Восточной Римской империей (Византией). Это событие формально считается концом Римской империи.
В 493 году правителя Италии Одоакра сверг король остготов Теодорих, который избрал Италию местом поселения своего племени. Остготское королевство в Италии просуществовало до 552 года. Византийские войска после длительной войны очистили всю Италию от остготов, после чего те навсегда исчезли из истории, но уже в 570-е годы их место на севере Италии заняли лангобарды. О лангобардах в 1-й половине I века писал ещё Веллей Патеркул: «Народ даже более дикий, чем сама германская дикость.» В конце V века они поселились на среднем Дунае и незадолго до вторжения в Италию разгромили близкие к готам племена герулов и гепидов.

### Усиление франков и захват Британии
В 460-е гг. франки под началом короля Хильдерика образовали собственное государство в устье Рейна. Франкское королевство стало третьим германским государством на землях Галлии (после везеготов и бургундов). В эти годы франки в союзе с римлянами воюют против саксов и алеманнов.
В 486 году франки-салии короля Хлодвига уничтожили последнее государство римлян («государство Сиагрия») на территории Галлии, после чего начинается постепенный захват ими всей Галлии в войнах с везеготами, бургундами и алеманнами, и одновременно подчинение остальных франкских племён. При Хлодвиге Париж стал столицей франкского государства, а сам король с войском принял христианство в его официально признанном ортодоксальном варианте, чем обеспечил поддержку римского духовенства в борьбе с другими германцами, исповедававшими арианство. Расширение франкского государства привело к созданию в 800 году Франкской империи Карла Великого, объединившей на короткое время владения всех германских народов за исключением Англии, Дании и Скандинавии.
С середины V века дружины ютов, англов и саксов с побережья Северного моря совершают морские набеги на Британию, где с 407 года не осталось римских войск, выведенных на защиту Галлии. Согласно источникам, саксов (или ютов) вначале пригласил кельтский король Вортигерн для помощи в войне с дикими северными племенами пиктов, но германцам понравился остров, и они стали переселяться туда общинами, истребляя местных кельтов. В 494 году было основано королевство западных саксов — Уэссекс, позже на протяжении VI—VII вв. на территории Британии были основаны другие германские королевства (саксы: Эссекс, Сассекс; юты: Кент; англы: Нортумбрия, Мерсия, Восточная Англия).